# Kostîci, Baștanka
Kostîci (în ucraineană Костичі) este localitatea de reședință a comunei Kostîci din raionul Baștanka, regiunea Mîkolaiiv, Ucraina.

## Demografie
Componența lingvistică a localității Kostîci
     Ucraineană (55,25%)
     Rusă (4,98%)
     Română (2,06%)
     Alte limbi (0,11%)
Conform recensământului din 2001, majoritatea populației localității Kostîci era vorbitoare de ucraineană (55,25%), existând în minoritate și vorbitori de rusă (4,98%) și română (2,06%).